# 李令恩
李令恩（1982年8月9日—），韓國女演員。

## 演出作品

### 電視劇
- 2001年：MBC《Time Machine》
- 2003年：MBC《男生女生向前走4》飾 李英恩
- 2004年：KBS《浪漫滿屋》飾 楊希真
- 2005年：SBS《香港特急》飾 趙鳳淑
- 2005年：KBS《別擔心》
- 2007年：KBS《沈清的歸鄉》（共2集）
- 2007年：SBS《錢的戰爭》飾 金恩芝
- 2007年：KBS《愛也好恨也好》飾 黃智英
- 2008年：KBS《傳說的故鄉》
- 2009年：KBS《2009傳說的故鄉》
- 2009年：OCN《朝鮮推理活劇 丁若鏞（朝鲜语：조선추리활극 정약용）》飾 雪蘭
- 2010年：SBS《婦產科女醫生》飾 金英美
- 2010年：tvN《不可思議愛上你》飾 柳恩珠
- 2011年：SBS《你睡著的時候》飾 吳信英
- 2012年：SBS《我記得你》飾 鄭恩秀
- 2012年：TV朝鮮《爸爸對不起》飾 卿愛
- 2012年：tvN《結婚的策略》飾 柳善熙
- 2012年：SBS《致美麗的你》飾 李素靜
- 2013年：JTBC《再也無法忍受》飾 黃瑄珘
- 2014年：tvN《岬童夷》飾演 純心（客串）
- 2014年：tvN《我的秘密飯店》飾 呂恩珠
- 2014年：SBS《Punch》飾 朴賢善
- 2016年：KBS《閃耀的恩秀》飾 吳恩秀
- 2018年：SBS《雖然30但仍17》飾Jennifer的小姑（客串）
- 2019年：KBS《拜託了，夏天啊》飾 王京熙
- 2022年：MBC《秘密之家》飾 白珠紅
- 2024年：KBS《美女與純情男》饰演 高明洞[2]

### 電影
- 2003年：《請不要相信她》
- 2007年：《率性而活》
- 2008年：《夏日密語》
- 2009年：《花心少爺俏冤家》
- 2012年：《人類滅亡報告書》
- 2015年：《地獄奶奶》

### MV
- 2004年：Sol《Destiny》
- 2007年：金東律《感謝》
- 2007年：Seong-A《曾經愛過》（與金智錫）
- 2008年：Sung-je《如果能愛的話》（與金智勳）
- 2009年：Nemesis《悲傷愛情華爾茲》

## 外部連結
- 李令恩的Instagram帳戶
- 李令恩在NAVER上的资料
- 李令恩在豆瓣上的资料（简体中文）
- 李令恩在互联网电影资料库（IMDb）上的資料（英文）